# Іх-Уул (аймак Хувсгел)
Іх-Уул (монг. Их-Уул) — сомон аймаку Хувсгел, Монголія. Площа 2023 км², населення 4,0 тис. чол. Центр сомону селище Селенге лежить за 390 км від Улан-Батора, за 100 км від міста Мурен.

## Клімат
Клімат різко континентальний.